# اد اسنر
اد اسنر (انگلیسی: Ed Asner؛ زادهٔ ۱۵ نوامبر ۱۹۲۹ – درگذشتهٔ ۲۹ اوت ۲۰۲۱) بازیگر و سیاست‌مدار اهل ایالات متحده آمریکا بود.

## فیلم‌شناسی
از فیلم‌ها یا برنامه‌های تلویزیونی که وی در آن نقش داشته‌بود می‌توان به بالا، عزب، جی‌اف‌کی، لو گرانت، قسمتی از شیشه، همسر اوهارا، متخصص قلب و وسوسه شیطانی اشاره کرد. وی در انیمیشن بالا به جای شخصیت آقای فردریکسن صحبت کرده‌بود.
او ۵ بار برندهٔ جایزه گلدن گلوب شده بود و از دیگر افتخارات او می‌توان به نقش آفرینی در فیلم تغییر عادت در کنار الویس پرسلی اشاره کرد.

## درگذشت
اد اسنر در ۲۹ اوت ۲۰۲۱ براثر ایست قلبی درگذشت.